# Robert Poore
Robert Montagu Poore, CIE, DSO, DL (* 20. März 1866 in Blackrock, County Dublin; † 14. Juli 1938 in Boscombe, Hampshire) war ein britischer Brigadegeneral und Cricketspieler.

## Leben
Poore war das dritte von sieben Kindern von Major Robert Poore und dessen Ehefrau Juliana Benita Lowry-Corry, Tochter von Konteradmiral Armar Lowry-Corry. Er selbst absolvierte eine Offiziersausbildung und wurde 1883 Leutnant im 3. Bataillon des Wiltshire Militia Regiment, in dem er 1886 zum 1. Bataillon diente. Nachdem er 1886 zum Kavallerieregiment 7th Queen’s Own Hussars versetzt, diente er zwischen 1886 und 1895 in Britisch-Indien und war zuletzt von 1892 bis 1895 Aide-de-camp des Gouverneurs von Bombay. Im Anschluss leistete er von 1895 bis 1906 Dienst in Südafrika und wurde dort 1896 Stabshauptmann in Natal. Er nahm zwischen 1896 und 1897 am Zweiten Matabelekrieg teil und wurde dort aufgrund seiner militärischen Leistungen erstmals im Kriegsbericht erwähnt (Mentioned in dispatches). 1898 erfolge seine Beförderung zum Hauptmann. Anschließend nahm er als Provost Marshal der South African Field Force zwischen 1899 und 1902 am Zweiten Burenkrieg teil und wurde aufgrund seiner dortigen militärischen Verdienste weitere drei Mal im Kriegsbericht erwähnt. Darüber hinaus wurde er 1900 mit dem Distinguished Service Order (DSO) ausgezeichnet sowie 1901 zum Major befördert.
Nach seiner Beförderung zum Oberstleutnant 1911 diente Poore von 1911 bis 1919 abermals in Britisch-Indien und war zwischen 1911 und 1915 Kommandeur des Kavallerieregiments 7th Queen’s Own Hussars, in dem er 1914 zum Oberst befördert wurde. Er war im Anschluss von 1915 bis 1919 Kommandeur der Jhansi-Brigade und wurde 1918 Companion des Order of the Indian Empire (CIE). Für seine Verdienste im Ersten Weltkrieg wurde er erneut im Kriegsbericht erwähnt. 1921 schied er aus dem aktiven Militärdienst aus und trat in den Ruhestand. Er war ferner zeitweise Friedensrichter JP (Justice of the Peace) sowie Deputy Lieutenant (DL) der Grafschaft Dorset.
Während seiner Zeit in Indien entdeckte er das Cricketspiel für sich. So spielte er dort für die Europeans First-Class Cricketspiele. Mit seiner Versetzung nach Südafrika folgten drei Test-Cricket-Einsätze für Südafrika, in der er eine Batting Average von 12,66 erzielte. Auch spielte er während dieser Zeit für Natal. Während seiner Rückkehr nach England 1898 und 1899 spielte er abermals First-Class Cricket, dieses Mal für Hampshire. 1900 wurde er als einer der Wisden Cricketers of the Year ausgezeichnet. Bei seiner Rückkehr nach Indien spielte er wieder für die Europeans. Während seiner gesamten Frist Class Zeit erzielte er ein Batting-Average von 38,66.
Am 29. September 1938 heiratete er Lady Flora Maria Ida Hamilton, Tochter von Hauptmann Charles Henry Hamilton und Elizabeth Anne Hill sowie jüngere Schwester von Alfred Douglas-Hamilton, 13. Duke of Hamilton.